# Championnat de Bulgarie de football 2024-2025
Navigation
Édition précédente Édition suivante

La saison 2024-2025 du Championnat de Bulgarie de football est la 101e édition du championnat de première division en Bulgarie. Les seize meilleurs clubs du pays se retrouvent au sein d'une poule unique suivie d'une phase de barrages.
Les deux dernières équipes sont relégués directement en fin de saison, le 13e et le 14e disputant les barrages de maintien/relégation contre le 3e et le 4e de la deuxième division.
Le Ludogorets Razgrad, tenant du titre, remporte son 14e titre consécutif.

## Participants
| Equipes                                | Villes       | Stade                    | Capacité |
| -------------------------------------- | ------------ | ------------------------ | -------- |
| PFK Ludogorets Razgrad T               | Razgrad      | Ludogorets Arena         | 12 500   |
| PFK Botev PlovdivC                     | Plovdiv      | Hristo Botev Stadium     | 18 000   |
| PFK Tcherno More Varna                 | Varna        | Stadion Titcha           | 8 250    |
| FK CSKA 1948 Sofia                     | Sofia        | Bistritsa Stadium        | 2 500    |
| FK Arda Kardjali                       | Kardjali     | Arena Arda               | 15 000   |
| PFK Lokomotiv Plovdiv                  | Plovdiv      | Lokomotiv Stadium        | 14 500   |
| PFK CSKA Sofia                         | Sofia        | Stade de l'Armée bulgare | 22 015   |
| PFK Levski Sofia                       | Sofia        | Stade Georgi Asparoukhov | 29 200   |
| PFK Slavia Sofia                       | Sofia        | Stadion Slavia           | 25 556   |
| PFK Beroe Stara Zagora                 | Stara Zagora | Beroe Stadium            | 25 000   |
| Football Club Hebar Pazardjik          | Pazardjik    | Stadium Georgi Benkovski | 13 128   |
| Lokomotiv Sofia                        | Sofia        | Lokomotiv Stadium        | 22 000   |
| OFK Botev Vratsa                       | Vratsa       | Hristo Botev Stadium     | 25 000   |
| FC Krumovgrad                          | Krumovgrad   | Stadium Krumovgrad       | 3 000    |
| FK Spartak Varna P                     | Varna        | Spartak Stadium          | 12 000   |
| Professional Football Club Septemvri P | Sofia        | Stadium Dragalevtsi      | 1 800    |

## Règlement
Le barème utilisé pour établir le classement est le suivant : une victoire vaut trois points, le match nul un, la défaite ne rapporte aucun point.
Pour départager les équipes, les critères suivants sont utilisés:
1. Résultats lors des confrontations directes (dans l'ordre : nombre de points, différence de buts, buts marqués, buts marqués à l'extérieur (ce dernier cas n'est appliqué que si seulement deux équipes sont à égalité))
2. Différence de buts générale
3. Nombre de buts marqués
4. Classement au fair-play (nombre de cartons obtenus au cours de la saison)
5. Tirage au sort

## Phase régulière

### Classement
| Rang | Équipe                   | Pts | J  | G  | N  | P  | Bp | Bc | Diff |
| ---- | ------------------------ | --- | -- | -- | -- | -- | -- | -- | ---- |
| 1    | PFK Ludogorets Razgrad T | 76  | 30 | 24 | 4  | 2  | 62 | 14 | +48  |
| 2    | PFK Levski Sofia         | 62  | 30 | 19 | 5  | 6  | 55 | 25 | +30  |
| 3    | FK Arda Kardjali         | 53  | 30 | 15 | 8  | 7  | 49 | 33 | +16  |
| 4    | Tcherno More Varna       | 53  | 30 | 14 | 11 | 5  | 41 | 25 | +16  |
| 5    | PFK Botev Plovdiv        | 49  | 30 | 14 | 7  | 9  | 32 | 31 | +1   |
| 6    | FK Spartak Varna P       | 48  | 30 | 14 | 6  | 10 | 39 | 38 | +1   |
| 7    | PFK CSKA Sofia           | 47  | 30 | 13 | 8  | 9  | 40 | 27 | +13  |
| 8    | PFK Beroe Stara Zagora   | 42  | 30 | 12 | 6  | 12 | 34 | 29 | +5   |
| 9    | PFK Slavia Sofia         | 42  | 30 | 12 | 6  | 12 | 43 | 42 | +1   |
| 10   | FK CSKA 1948 Sofia       | 34  | 30 | 8  | 10 | 12 | 38 | 44 | -6   |
| 11   | Septemvri SofiaP         | 33  | 30 | 10 | 3  | 17 | 32 | 47 | -15  |
| 12   | Lokomotiv Sofia          | 30  | 30 | 8  | 6  | 16 | 29 | 49 | -20  |
| 13   | FC Krumovgrad            | 30  | 30 | 7  | 9  | 14 | 16 | 31 | -15  |
| 14   | PFK Lokomotiv Plovdiv    | 28  | 30 | 7  | 7  | 16 | 27 | 40 | -13  |
| 15   | OFK Botev Vratsa         | 21  | 30 | 5  | 6  | 19 | 24 | 57 | -33  |
| 16   | FC Hebar Pazardjik       | 17  | 30 | 3  | 8  | 19 | 23 | 52 | -29  |

Qualifications
- 1re au 4e : Groupe championnat
- 5e au 8e : barrages de Ligue Conférence
- 9e au 16e : Groupe relégation

Abréviations

## Groupe championnat
Les points et buts marqués lors de la phase championnat sont retenus en totalité. À l'issue de cette phase, le premier au classement remporte le championnat et se qualifie pour le premier tour de qualification de la Ligue des champions 2025-2026, le deuxième se qualifie pour le deuxième tour de qualification de la Ligue Conférence 2025-2026, et le troisième se qualifie pour un match d'appui face au vainqueur des barrages européens. Si le vainqueur de la Coupe de Bulgarie 2024-2025 termine dans les trois premières places, la place de barrage est laissée au quatrième du championnat. Le vainqueur de la Coupe de Bulgarie se qualifie pour la Ligue Europa 2025-2026.

### Classement
| Rang | Équipe                     | Pts | J  | G  | N  | P | Bp | Bc | Diff |
| ---- | -------------------------- | --- | -- | -- | -- | - | -- | -- | ---- |
| 1    | PFK Ludogorets Razgrad T C | 83  | 36 | 25 | 8  | 3 | 70 | 22 | +48  |
| 2    | PFK Levski Sofia           | 72  | 36 | 21 | 9  | 6 | 64 | 29 | +35  |
| 3    | Tcherno More Varna         | 59  | 36 | 15 | 14 | 7 | 44 | 30 | +14  |
| 4    | FK Arda Kardjali           | 58  | 36 | 15 | 13 | 8 | 54 | 41 | +13  |

Qualifications européennes
Ligue des champions 2025-2026
- 1er : 1er tour de qualification

Ligue Europa 2025-2026
- C : 1er tour de qualification

Ligue Conférence 2025-2026
- 2e : deuxième tour de qualification
- 3e : barrages européens

Abréviations
- Comme le champion, Ludogorets Razgrad, gagne également la Coupe de Bulgarie[2], la place en Ligue Europa 2025-2026 est redistribuée au vice-champion, le troisième se qualifie directement pour la Ligue Conférence et le quatrième doit passer par les barrages européens.

## Barrages de Ligue Conférence
Les points et buts marqués lors de la phase championnat sont retenus en totalité. À l'issue de cette phase en matchs aller et retour, le premier au classement se qualifie pour un match d'appui face au 4e des barrages de championnat.

### Classement
| Rang | Équipe                 | Pts | J  | G  | N | P  | Bp | Bc | Diff |
| ---- | ---------------------- | --- | -- | -- | - | -- | -- | -- | ---- |
| 5    | PFK CSKA Sofia         | 65  | 36 | 19 | 8 | 9  | 58 | 28 | +30  |
| 6    | PFK Botev Plovdiv      | 56  | 36 | 16 | 8 | 12 | 43 | 43 | 0    |
| 7    | FK Spartak Varna P     | 51  | 36 | 15 | 6 | 15 | 45 | 53 | -8   |
| 8    | PFK Beroe Stara Zagora | 49  | 36 | 14 | 7 | 15 | 41 | 43 | -2   |

Ligue Conférence 2025-2026
- 5e : barrages européens

Abréviations
P : Promu

### Barrage final européen
| Équipe 1         | Résultat      | Équipe 2       |
| ---------------- | ------------- | -------------- |
| FK Arda Kardjali | 1 - 1 4-1 tab | PFK CSKA Sofia |

Légende des couleurs
- Qualification pour le deuxième tour de qualification de la Ligue Conférence 2025-2026.

## Barrages de relégation
Les points et buts marqués lors de la phase championnat sont retenus en totalité. À l'issue de cette phase en match simple, les deux derniers sont relégués en deuxième division tandis que le 13e et le 14e se qualifient pour un match d'appui face à une équipe de deuxième division.

### Classement
| Rang | Équipe                | Pts | J  | G  | N  | P  | Bp | Bc | Diff |
| ---- | --------------------- | --- | -- | -- | -- | -- | -- | -- | ---- |
| 9    | PFK Slavia Sofia      | 49  | 37 | 14 | 7  | 16 | 50 | 52 | -2   |
| 10   | Lokomotiv Sofia       | 47  | 37 | 13 | 8  | 16 | 43 | 51 | -8   |
| 11   | FK CSKA 1948 Sofia    | 47  | 37 | 12 | 11 | 14 | 45 | 47 | -2   |
| 12   | Septemvri SofiaP      | 45  | 37 | 14 | 3  | 20 | 42 | 56 | -14  |
| 13   | PFK Lokomotiv Plovdiv | 38  | 37 | 10 | 8  | 19 | 37 | 49 | -12  |
| 14   | OFK Botev Vratsa      | 36  | 37 | 10 | 6  | 21 | 34 | 65 | -31  |
| 15   | FC Krumovgrad         | 33  | 37 | 8  | 9  | 20 | 20 | 45 | -25  |
| 16   | FC Hebar Pazardjik    | 21  | 37 | 4  | 9  | 24 | 28 | 64 | -36  |

Relégation en deuxième division
- 13e et 14e : barrages de relégation
- 15e et 16e : relégation

Abréviations

### Barrage final de relégation
| Équipe 1                   | Résultat | Équipe 2               |
| -------------------------- | -------- | ---------------------- |
| OFK Botev Vratsa (D1)      | 1-0      | Pirin Blagoevgrad (D2) |
| PFK Lokomotiv Plovdiv (D1) | 3-0      | Marek Dupnitsa (D2)    |

Légende des couleurs
- Maintien en première division.
- Maintien en deuxième division.

## Bilan de la saison
| Championnat de Bulgarie de football 2024-2025 |                                    |
| Champion                                      | PFK Ludogorets Razgrad (14e titre) |
| Dauphin                                       | PFK Levski Sofia                   |
| Coupes et trophées                            |                                    |
| Vainqueur de la Coupe de Bulgarie 2024-2025   | PFK Ludogorets Razgrad             |
| Vainqueur de la Supercoupe de Bulgarie 2024   | PFK Ludogorets Razgrad             |
| Qualifications continentales                  |                                    |
| Ligue des champions 2025-2026                 | PFK Ludogorets Razgrad             |
| Ligue Europa 2025-2026                        | PFK Levski Sofia                   |
| Ligue Conférence 2025-2026                    | Tcherno More Varna                 |
| Ligue Conférence 2025-2026                    | FK Arda Kardjali                   |
| Promotions et relégations                     |                                    |
| Promus en première division                   | FC Dobrudzha Dobrich               |
| Promus en première division                   | PFK Montana                        |
| Relégués en deuxième division                 | FC Krumovgrad                      |
| Relégués en deuxième division                 | FC Hebar Pazardjik                 |